# Смелков, Александр Павлович
Александр Павлович Смелков (род. 13 января 1950 в Вышнем Волочке) — композитор, работающий в жанрах симфонической и вокально-симфонической, инструментальной, камерной, оперной музыки, а также музыки для русских народных инструментов.

## Биография
Родился в семье учителей. Детство провёл в Вышнем Волочке — где учился в средней школе и в музыкальной школе до 1965 года. Окончил десятилетку при Ленинградской консерватории по классу композиции (класс С. Я. Вольфензона), Ленинградскую консерваторию (1969—1974). После службы в рядах Советской Армии поступил в ассистентуру-стажировку Ленинградской консерватории и аспирантуру по классу композиции (творческий руководитель А. Д. Мнацаканян). С 1978 г. — член Союза композиторов СССР.

## Творчество
Сочинения (наименование, год, премьера). Исполнялись на отечественных и зарубежных оперных и концертных сценах (Ленинград/Санкт-Петербург, Москва, Новосибирск, Ульяновск, Владивосток, Минск, Алма-Ата, Вильнюс, Лондон, Амстердам и др.).

### Оперы
- «Пегий пёс, бегущий краем моря» (1984—1986). 1989.
- «Пятое путешествие Христофора Колумба» (1992—1993). 1994.
- «Станционный смотритель» (1998). 1999.
- «Выстрел» (1998). 1999.
- «Ловушка для Кощея». (2000—2002). 2004.
- «Братья Карамазовы». (2004—2008). 2008.
- «Идиот» (2009—2015). 2021.

### Музыка для оркестра
- Симфония № 1 (1974). 1974.
- Симфония № 2 (1978). 1979.
- Героическая поэма для большого симфонического оркестра (1977). 1978.
- Увертюра-токката для симфонического оркестра (1982). 1982.
- «Поэма о матери». Симфоническая поэма (1985—1986 г.). 1987.
- «Хожение за три моря». Симфония (симф. Повесть) (1986). 1987.
- «Кличи лесов», концерт для камерного оркестра (1987). 1987.
- «Плаванье к небесному Кремлю», прелюдия для струнного оркестра по ненаписанной поэме Даниила Андреева)" (1995). 1995.
- «Осенние терцины», концертная сюита для скр., саксофона, струнного оркестра (2004). 2004.
- Рапсодия для домры с оркестром нар. инстр-тов (2016). 2016 .
- Концерт для скрипки с оркестром (2016). 2016.

### Камерная музыка
- Струнный квартет № 1 (1973).
- Струнный квартет № 2. (1976). 1979.
- Струнный квартет № 3. (1987). 1988.
- Сонатина для фортепиано (1974 г.). 1974.
- Соната для флейты и фортепиано (1977). 1984.
- Скерцо для флейты и фортепиано (1979). 1979.
- Соната № 1 для фортепиано (памяти А. А. Пэн-Чернова. 1970—1981). 1982.
- Соната № 2 для фортепиано (к 800-летию «Слова о полку Игореве») (1983). 1985.
- Соната № 3 для фортепиано. («Обращение к Флоренскому») (1986).
- Соната № 4 для фортепиано (1989). 1996.
- Соната для фортепиано № 5 («Солнечная»: — quasi una Fantasia") (2005). 2005.
- Квартет для тромбонов (1979). 1980 г.
- Духовой квинтет (1987—1988).

### Пьесы для фортепиано
- Пьесы для фортепиано (1971)
- Тема с вариациями для фортепиано (1974). 1974.
- Пьесы для фортепиано (1974)
- Пьесы для детей (1979)
- Пьесы для детей (1983)
- Альбом для детей и юношества (1999).
- «Блестящее рондо», пьеса для конкурса пианистов (2000).
- Фортепианные пьесы для детей (2000).
- Двенадцать пьес для фортепиано в 4 руки (2003).

### Вокальная музыка
- «Утро», вокальный цикл на стихи Ф.Тютчева (1979). 1979.
- «Ноктюрны», вокальный цикл на стихи Р.Рильке (1980). 1980 .
- «Гроза», триптих для сопрано и фортепиано на стихи Ф. Тютчева (1982)
- «Облака», вокальный цикл для высокого голоса и фортепиано. («Облака», ст. Наби-Хазри, пер. Е. Евтушенко; «Песня про сокола с бубенцами», ст. Р. Гамзатова, пер. Я.Козловского; «Память», ст. А. Жигулина; «Паруса Колумбовых каравелл», стихи Вс. Рождественского). (1982).
- «Из Рильке», вокальный цикл для сопрано, флейты, кларнета и фортепиано (1981). 1983 .
- «Вечернее небо», романс для высокого голоса и фортепиано на стихи И. А. Бунина. (1984).
- «Тень Велимира». Цикл романсов на стихи Велимира Хлебникова для сопрано и фортепиано (1995). 1995.
- Три русские баллады для голоса с фортепиано. Слова народные, по материалам М. Л. Мазо и Д. М. Балашова (по книге «Русские народные баллады») — М., 1983. С. 73, 229). («Через поле милый гулять ходит», «Убитый брат», «Сокол и вороны»). 1986.
- Три арии из оперы «Полет аиста» (либретто Ю. Александрова по пьесе А. Дударева «Порог»). (1995).
- «Пять стихотворений Владимира Набокова» для сопрано, баритона и ф-но. (1999) 1999.
- «Пресвятая Мария», кантата для сопрано, тенора, скрипки и фортепиано на слова Григора Нарекаци и Саакадухт Сюнеци в переводе В.Брюсова. (2001). 2001.
- Вокальная поэма на музыку «Лунной сонаты» Бетховена, 1 ч. «Когда на суд безмолвных, тайных дум…» — Сонет В. Шекспира в переводе С.Маршака). (2005) 2005.

### Вокальная музыка с оркестром
- «Путешествующий принц», кантата для сопрано, флейты и струнного орк. (1984). 1986.
- «В чём тайна чар твоих?», элегия для сопрано и симфонического оркестра на ст. П. И. Чайковского «Ландыши» (1989). 1990.
- «Dmetrius Imperator». Кантата для тенора и симфонического оркестра на стихи Максимиллиана Волошина (1991). 1998.
- «Сирень», кантата-мистерия для сопрано, меццо-сопрано, тенора, баритона, баса и симфонического оркестра (плюс версия для фортепиано). Либр. А.Смелкова по лирическим стихам и поэме К. Р. «Севастиан-мученик» и стихотворению Марины Цветаевой «Отцам» (II). (2002). 2003.
- «Час души», кантата для меццо-сопрано и симфонического оркестра на стихи М. И. Цветаевой. В 6 частях с эпиграфом. (2003). 2003.

### Сочинения для хора
- «Россия», кантата для смешанного хора без сопровождения (1981)
- «Царскосельская статуя», кантата для сопрано и смешанного хора a cappella на ст. А. Пушкина, А. Ахматовой, В. Лифшица (1981)
- «Ягоды», восемь маленьких поэм для детского хора и ф-но на стихи А. Кочнева (1984). 1989 .
- «Пестушки». Семь хоров для детей. Слова народные (1990). 1990.
- «Волочебные песни» для детского хора. Слова и мелодии народные (1991).1995 .
- «Под северным небом». Концерт для детского хора, флейты и кларнета на стихи К. Бальмонта (1991). 2001.
- «Звезда Рождества». Концерт для сопрано и детского хора. Слова канонические, народные, анонимные и Бориса Пастернака. (1997). 2005.
- «Арион», кантата для баритона, детского хора и симфонического оркестра. На 200-летие А. С. Пушкина) (1999). 1999.
- «Господь — упование мое», кантата для двух солистов, хора и оркестра на сл. А. Жигулина и Псалом 90. (2020). 2021.
- «Песни Праздника Святого», кантата для меццо-сопрано, тенора, смешанного хора и струнного оркестра (2021). 2021.

### Литературное творчество
- Стихотворения (1999). — СПб. : Ut, 2000. — 199 с.

### Либретто
- Либретто кантаты «Сирень» автора по лирическим стихам и поэме К. Р. «Севастиан-мученик» и стихотворению Марины Цветаевой «Отцам» (II). (2002). 2003.

### Статьи
- «Музыка Бориса Пастернака» // Вышневолоцкая правда. 1990. 10 февр. С.4.
- «Вернуть оперу массовой культуре» // Мариинский театр. 2008. № 5/6. С. 10.
- «Жезл либреттиста» // Димитрин, Ю. Г. Избранное. В 5 кн. [Кн. 4].; СПб. ; Москва ; Краснодар : Лань : Планета музыки, 2016. — 220 с. С. 4-9.

## Нотография
- Альбом для детей и юношества. [Ноты]24 пьесы для фортепиано. Тетрадь I. Подражание Шуману и Чайковскому. — СПб.: Композитор, 2005. 68 с.
- Альбом для детей и юношества. [Ноты] 12 пьес для фортепиано в 4 руки. Авт. вст. ст.: И. М. Тайманов. СПб., Композитор, 2005. 64 с.
- Станционный смотритель [Ноты] ; Выстрел : оперная дилогия : партитура / А. П. Смелков; либретто А. Шульгиной- СПб. : Ut, 2007. — 199 с.
- Путешествующий принц. [Ноты] Кантата на стихи китайских поэтов для сопрано, флейты, струнного оркестра и ударных: партитура / [вступ. ст. Н. С. Серёгиной.]. — СПб.: Композитор, 2007. 36 с.
- Братья Карамазовы [Ноты]: Опера-мистерия в двух частях по роману Ф. Достоевского / композитор А. П. Смелков; либретто Ю. Г. Димитрина. — Клавир. — СПб.: [Б.и.], 2011. 360 с.;
- Идиот. [Ноты] Опера в двух действиях. Либретто Ю. Димитрина по роману Ф. М. Достоевского. КЛАВИР. 2021. [Б.и.], 298 с.
- «Пирует Пётр…» [Ноты]: ода на Полтавскую викторию [для фортепиано] // Шедевры русской фортепианной миниатюры [Ноты]: [сборник] / сост. О. А. Геталова. — СПб.: Композитор, 2014. С.90-92.